# مدرسة أنجلو أمريكان في سان بطرسبرغ
مدرسة أنجلو أمريكان (بالإنجليزية: Anglo American School of St. Petersburg)‏ هي مدرسة دولية خاصة تقع في سانت بطرسبرغ، روسيا.

## الروابط الخارجية
1. ↑  "Contact Us." Anglo American School of St Petersburg. Retrieved on February 13, 2015. نسخة محفوظة 16 يناير 2018 على موقع واي باك مشين. [وصلة مكسورة]
2. ↑  We're sorry, that page can't be found نسخة محفوظة 08 يوليو 2013 على موقع واي باك مشين.

- مدرسة أنجلو أمريكان في سان بطرسبرغ